# Collegio plurinominale Emilia-Romagna - 01 (Senato della Repubblica 2020)
Il collegio elettorale plurinominale Emilia-Romagna - 01 è un collegio elettorale plurinominale della Repubblica italiana per l'elezione del Senato della Repubblica.

## Territorio
Come previsto dalla legge n. 51 del 27 maggio 2019, il collegio è stato definito tramite decreto legislativo all'interno della circoscrizione Emilia-Romagna.
Il collegio comprende la zona definita dai due collegi uninominali Emilia-Romagna - 01 (Parma) e Emilia-Romagna - 02 (Modena) quindi le province di Piacenza, Parma e Reggio Emilia e quella di Modena, ad esclusione dei 7 comuni della zona di Vignola. Del collegio fanno parte altresì i 2 comuni dell’Appennino bolognese (Gaggio Montano e Lizzano in Belvedere), aggregati al collegio uninominale n. 2.

## XIX legislatura

### Risultati elettorali
|                               | Fratelli d'Italia                                       | 244 539   | 25,27 | 1 | 390 422 | 40,34 | 1 |  |  |
|                               | Lega per Salvini Premier                                | 81 972    | 8,47  | – | 390 422 | 40,34 | 1 |  |  |
|                               | Forza Italia                                            | 58 653    | 6,06  | – | 390 422 | 40,34 | 1 |  |  |
|                               | Noi Moderati                                            | 5 258     | 0,54  | – | 390 422 | 40,34 | 1 |  |  |
|                               | Partito Democratico - Italia Democratica e Progressista | 262 772   | 27,15 | 1 | 336 787 | 34,80 | 1 |  |  |
|                               | Alleanza Verdi e Sinistra                               | 39 925    | 4,13  | – | 336 787 | 34,80 | 1 |  |  |
|                               | +Europa                                                 | 31 141    | 3,22  | – | 336 787 | 34,80 | 1 |  |  |
|                               | Impegno Civico – Centro Democratico                     | 2 949     | 0,30  | – | 336 787 | 34,80 | 1 |  |  |
|                               | Movimento 5 Stelle                                      | 98 362    | 10,16 | – | 98 362  | 10,16 | – |  |  |
|                               | Azione - Italia Viva                                    | 82 909    | 8,57  | 1 | 82 909  | 8,57  | – |  |  |
|                               | Italexit                                                | 17 201    | 1,78  | – | 17 201  | 1,78  | – |  |  |
|                               | Italia Sovrana e Popolare                               | 11 576    | 1,20  | – | 11 576  | 1,20  | – |  |  |
|                               | Unione Popolare                                         | 11 250    | 1,16  | – | 11 250  | 1,16  | – |  |  |
|                               | Vita                                                    | 8 849     | 0,91  | – | 8 849   | 0,91  | – |  |  |
|                               | Partito Animalista – UCDL – 10 Volte Meglio             | 5 906     | 0,61  | – | 5 906   | 0,61  | – |  |  |
|                               | Alternativa per l'Italia (PdF - Exit)                   | 2 729     | 0,28  | – | 2 729   | 0,28  | – |  |  |
|                               | Destre Unite                                            | 933       | 0,10  | – | 933     | 0,10  | – |  |  |
|                               | Noi di Centro – Europeisti                              | 873       | 0,09  | – | 873     | 0,09  | – |  |  |
| Totale                        | Totale                                                  | 967 797   | 100   | 3 | 967 797 | 100   | 2 |  |  |
|                               |                                                         |           |       |   |         |       |   |  |  |
| Voti non validi               | Voti non validi                                         | 37 883    | 3,77  |   |         |       |   |  |  |
| Votanti                       | Votanti                                                 | 1 005 680 | 71,84 |   |         |       |   |  |  |
| Elettori                      | Elettori                                                | 1 399 921 |       |   |         |       |   |  |  |
|                               |                                                         |           |       |   |         |       |   |  |  |
| Data: 25 settembre 2022       |                                                         |           |       |   |         |       |   |  |  |
| Fonte: Ministero dell'interno |                                                         |           |       |   |         |       |   |  |  |

### Eletti

#### Eletti nei collegi uninominali
Eletti nella coalizione di centro-destra (FdI - Lega - FI - NM)
     Eletti nella coalizione di centro-sinistra (PD-IDP - AVS - +E - IC-CD)
| Collegio uninominale | Eletto | Eletto         | Partito             |
| -------------------- | ------ | -------------- | ------------------- |
| 1. Parma             |        | Elena Murelli  | Lega                |
| 2. Modena            |        | Vincenza Rando | Partito Democratico |

#### Eletti nella quota proporzionale
| Partito Democratico-IDP | Fratelli d'Italia  | Azione - Italia Viva |
| ----------------------- | ------------------ | -------------------- |
|                         |                    |                      |
| Graziano Delrio         | Michele Barcaiuolo | Silvia Fregolent     |